# Daniel Giménez
Daniel Giménez Hernández (ur. 30 lipca 1983 w Vigo) – hiszpański piłkarz występujący na pozycji bramkarza w Deportivo La Coruña.